# Jean Price-Mars
Jean Price-Mars (ur. 15 października 1876 w Grande-Rivière-du-Nord, zm. 2 marca 1969 w Port-au-Prince) – haitański pisarz, lekarz, polityk i dyplomata.

## Życiorys
Pisarz urodził się w Grande-Rivière-du-Nord w Departamencie Północnym na Haiti. Rodzicami byli Jean Eleomont Mars oraz Fortuna Delcour Michel. Studiował medycynę, następnie pracował w dyplomacji. Jako dyplomata zatrudniony był w przedstawicielstwach Haiti w Niemczech, Stanach Zjednoczonych (Waszyngton, 1908–1911), Francji, Dominikanie i przy ONZ. Był również ministrem spraw zagranicznych Haiti.

## Twórczość i wpływ na politykę
Do znaczących dzieł pisarza należą: La Vocation de l'elite z 1919, Ainsi parla l'oncle z 1928, La République d'Haïti et la République Dominicaine z 1953 oraz De Saint-Domingue à Haïti z 1957.
Jego twórczość zaliczana jest do nurtu Négritude obecnego w literaturze haitańskiej. Jego przedstawiciele odkrywali i propagowali afrykańskie korzenie i dziedzictwo społeczeństwa Haiti. Jean Price-Mars jako pierwszy bronił Vodoun jako rzeczywistego wyznania mieszkańców wyspy (synkretyczna religia afroamerykańska), z własną "teologią, systemem kapłańskim i moralnością". Walczył z ideologicznymi uprzedzeniami, które uniemożliwiały zaakceptowanie niezachodnich elementów obecnych w kulturach obu Ameryk. Iście haitański nacjonalizm Price-Marsa, poprzez odwołanie się do afrykańskiej, niewolniczej przeszłości mieszkańców wyspy, kontrastował z odwoływaniem się do kultury hiszpańskiej obywateli sąsiadującej z Haiti Dominikany.
Price-Mars był świadkiem czynnego oporu przeciwko okupacji wyspy przez Amerykanów w latach 1915–1934 (hiszp. Campesinos). Ubolewał nad niezachowywaniem przez elity społeczeństwa tradycji odnoszących się do czasów wyswobodzenia Haiti spod kolonializmu francuskiego. Przewodził duchowo miejscowej biedocie, piętnując nadużycia bogatych warstw haitańskiego społeczeństwa.
Wprowadził termin "kolektywny bovaryzm", oznaczający identyfikowanie się elit z europejskimi korzeniami z jednoczesnym ostentacyjnym zrywaniem jakichkolwiek więzów z dziedzictwem afrykańskim, niewolniczym. Dla pisarza tożsamość haitańska zakotwiczona była przede wszystkim w historii niewolnictwa. Kultura i religia Haitańczyków wykrystalizowały się w wyniku powstania przeciwko dominacji europejskiej. W ten sposób, w opinii Price-Marsa, powstał naród zamieszkujący wyspę.